# Teddy Chevalier
Teddy Chevalier (Denain, 28 giugno 1987) è un calciatore francese, attaccante del Mons.